# Lucy Parsons
Lucy Eldine Gonzalez Parsons, nata Lucia Carter (Virginia, 1851 – Chicago, 7 marzo 1942) è stata una sindacalista statunitense, socialista radicale e anarco-comunista.
Ricordata come una potente oratrice, entrò nel movimento radicale in seguito al suo matrimonio con Albert Parsons e si trasferì con lui dal Texas a Chicago, dove contribuì alla stesura del giornale The Alarm.
In seguito all'esecuzione di suo marito nel 1887 in concomitanza con la rivolta di Haymarket, Parsons fondò l'Industrial Workers of the World e divenne membro di altre organizzazioni politiche.

## Biografia

### Primi anni
Lucia Carter nacque in Virginia nel 1851. Sua madre era una schiava afroamericana di proprietà di un bianco di nome Tolliver, che potrebbe essere stato il padre di Lucy. Nel 1863, durante la guerra civile, Tolliver si trasferì a Waco, in Texas, con i suoi schiavi.
Poco si sa della sua vita dopo il trasferimento in Texas. Lavorò come sarta e cuoca per famiglie bianche. Parsons visse con un ex schiavo di nome Oliver Gathing fino al 1870. Durante questa relazione ebbe un bambino che morì alla nascita.  Nel 1871 sposò Albert Parsons, un ex soldato confederato. Furono costretti a fuggire dal nord del Texas nel 1873 a causa delle reazioni intolleranti al loro matrimonio interrazziale. Durante il viaggio Parsons cambiò il suo nome in Lucy. La coppia si stabilì a Chicago.

### Attivismo
Descritta dal Dipartimento di Polizia di Chicago come più pericolosa di un migliaio di rivoltosi negli anni '20, Parsons e suo marito erano diventati organizzatori anarchici coinvolti principalmente nel movimento operaio alla fine del XIX secolo, ma partecipando anche ad attivismo rivoluzionario per conto di prigionieri politici, persone di colore, senzatetto e donne. Iniziò a scrivere per The Socialist e The Alarm, il giornale dell'International Working People's Association (IWPA) che lei e Parsons, tra gli altri, fondarono nel 1883. Parsons lavorò a stretto contatto con la sua amica e collaboratrice Lizzie Holmes nei primi anni del 1880 e insieme guidarono marce di sarte che lavoravano a Chicago. Nel 1886 suo marito fu arrestato, processato e condannato a morte l'11 novembre 1887 dallo stato dell'Illinois con l'accusa di aver cospirato nella rivolta di Haymarket, un evento che segnò l'inizio dei raduni del lavoro del primo maggio in segno di protesta.
Parsons fu invitata a scrivere per la rivista anarchica francese Les Temps Nouveaux e parlò al fianco di William Morris e Peter Kropotkin durante una visita in Gran Bretagna nel 1888.
Nel 1892 curò brevemente un periodico intitolato Freedom: A Revolutionary Anarchist-Comunist. Fu spesso arrestata per aver tenuto discorsi pubblici o distribuito letteratura anarchica. Mentre continuava a sostenere la causa anarchica, entrò in conflitto ideologico con alcuni dei suoi contemporanei, tra cui Emma Goldman, per aver posto attenzione alla politica di classe invece che alla parità di genere.

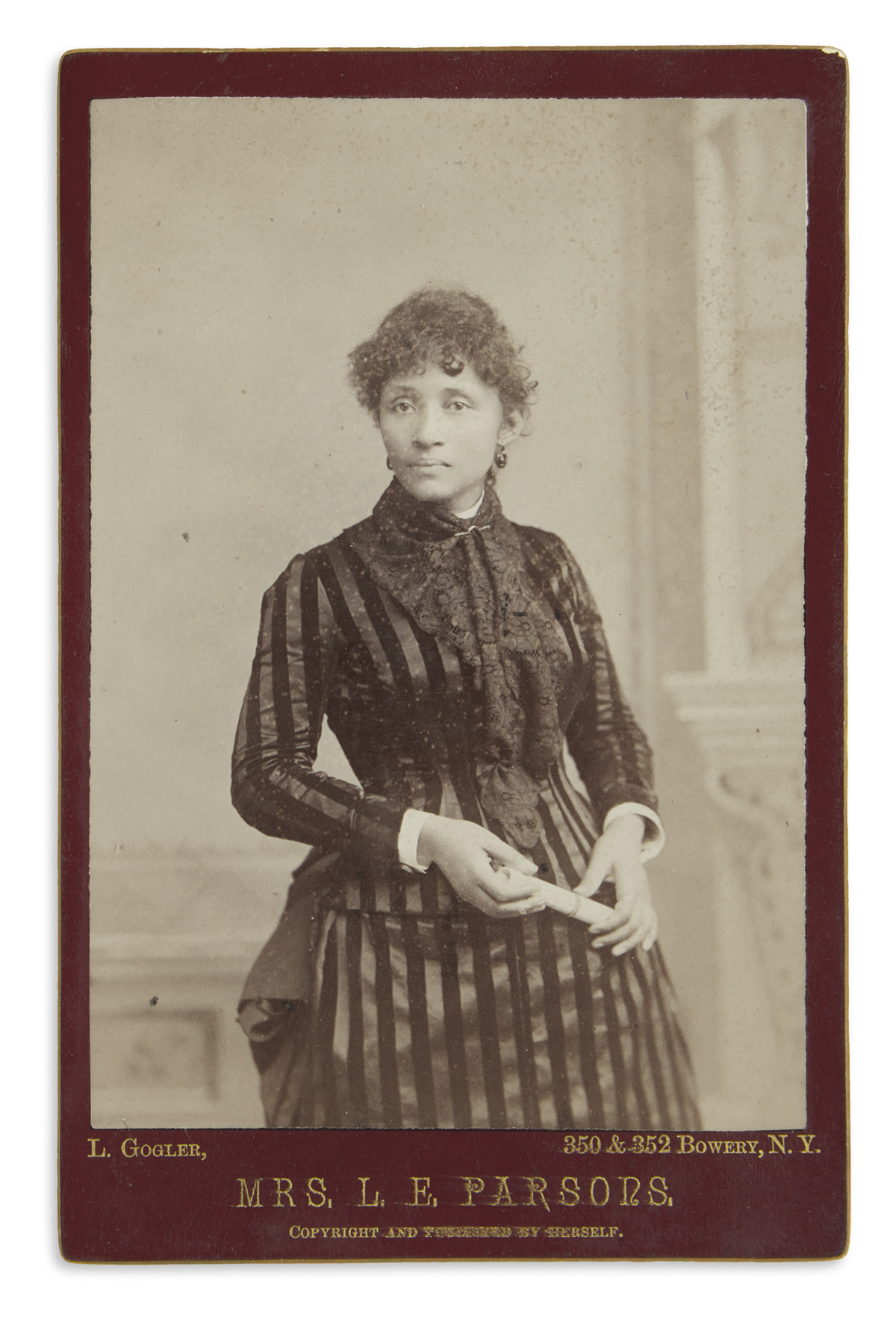
Fotografia di Parsons nel 1886

Nel 1905 partecipò alla fondazione dell'Industrial Workers of the World (IWW) e iniziò a pubblicare Liberator, un giornale anarchico che sosteneva l'IWW a Chicago. L'attenzione di Lucy si spostò in qualche modo sulle lotte di classe sulla povertà e la disoccupazione, e organizzò le manifestazioni della fame di Chicago nel gennaio 1915, le quali spinsero la Federazione americana del lavoro, il Partito socialista e la Hull House di Jane Addams a partecipare a un'enorme manifestazione il 12 febbraio. Parsons dichiarò: La mia concezione dello sciopero del futuro non è quella di colpire e uscire e morire di fame, ma di colpire e rimanere dentro e prendere possesso delle proprietà necessarie della produzione. Parsons fu precorritrice degli scioperi negli Stati Uniti e delle acquisizioni delle fabbriche da parte degli operai in Argentina.
Nel 1925 iniziò a lavorare con il Comitato Nazionale per la Difesa Internazionale del Lavoro nel 1927, un'organizzazione di tipo comunista che difendeva attivisti del lavoro e afroamericani ingiustamente accusati come gli Scottsboro Nine e Angelo Herndon.

### Conflitto con Emma Goldman
Emma Goldman e Lucy Parsons rappresentarono diverse generazioni del movimento anarchico, derivanti da un conflitto ideologico e personale. Carolyn Ashbaugh ha spiegato in dettaglio le loro discordanze:
Parsons si dedicò esclusivamente alla liberazione della classe operaia, condannando Goldman per essersi rivolta a un vasto pubblico del ceto medio. Goldman a sua volta accusò Parsons di cavalcare l'onda del martirio di suo marito.

### Morte
Parsons continuò a tenere discorsi a Chicago fino in tarda età. Una delle sue ultime apparizioni importanti fu un discorso agli scioperanti della International Harvester nel febbraio del 1941.
Parsons morì nel 1942 in un incendio nella Avondale Community Area di Chicago. Il suo amante George Markstall morì il giorno dopo per le ferite recate mentre cercava di salvarla. Aveva circa 91 anni. Dopo la sua morte la polizia sequestrò la sua biblioteca di oltre 1.500 libri e tutti i suoi documenti personali. È sepolta vicino a suo marito nel cimitero di Waldheim (ora Forest Home Cemetery), vicino al monumento dei martiri di Haymarket a Forest Park, in Illinois.

## Origini ed etnia
Parsons rifiutò di parlare della sua vita privata o delle sue origini. Ad una domanda sui dettagli della sua storia dichiarò: Non sono in corsa per una carica pubblica e la gente non ha diritto a conoscere il mio passato. Non punto a nessuna cosa al mondo e alla gente non importa nulla di me. Sto lottando per un principio. Questa posizione rese difficile la ricerca delle sue origini per gli storici.
Parsons negò espressamente di essere figlia di un ex schiavo di origine africana, sostenendo che era nata in Texas e che i suoi genitori erano messicani e nativi americani. Si descrisse come una fanciulla hispanico-indiana per spiegare la sua carnagione scura. Questi miti personali persistettero dopo la sua morte: sul suo certificato di morte, i nomi dei suoi genitori risultavano essere Pedro Díaz e Marites González, entrambi nati in Messico.